# Somalarthrocera savanicola
Somalarthrocera savanicola là một loài bọ cánh cứng trong họ Meloidae. Loài này được Turco & Bologna miêu tả khoa học năm 2008.